# Ravenswood (Queens)

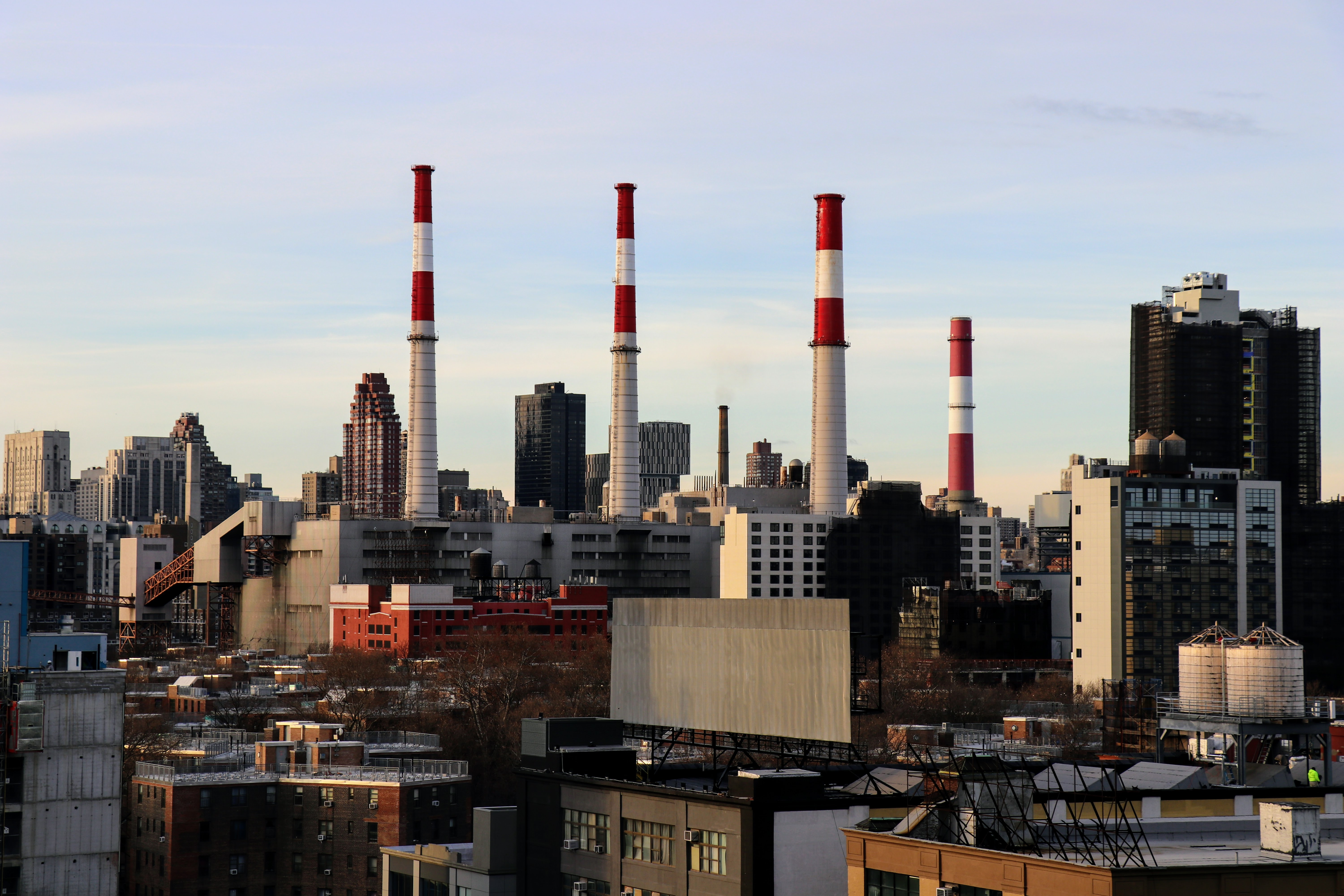
Ravenswood Generating Station

Ravenswood ist ein Stadtteil im Westen des Stadtbezirks (Borough) Queens in New York City, Vereinigte Staaten. Früher ein wohlhabender ländlicher Teil von Long Island City, ist der Name Ravenswood heute mit einer Großwohnsiedlung und einem Kraftwerk verknüpft.

## Etymologie

Landhaus im neugotischen Stil, abgerissen 1966, Beispiel für frühere Bebauung Ravenswoods

Der Name Ravenswood ‚Rabenholz‘ stammt aus dem 19. Jahrhundert und sollte dem Viertel einen malerischen und naturverbundenen Charakter verleihen, die idyllische Lage am East River und die damals noch ländliche Umgebung widerspiegeln, oder konkret auf ein Vorhandensein von Rabenvögeln verweisen. Andere Ursprungsmythen sind die Benennung zu Ehren John Ravenscrofts, Bischof von North Carolina, oder eine Anlehnung an die Familie Ravenswood in Walter Scotts Die Braut von Lammermoor aus der „Waverley“-Romanreihe.

## Geschichte

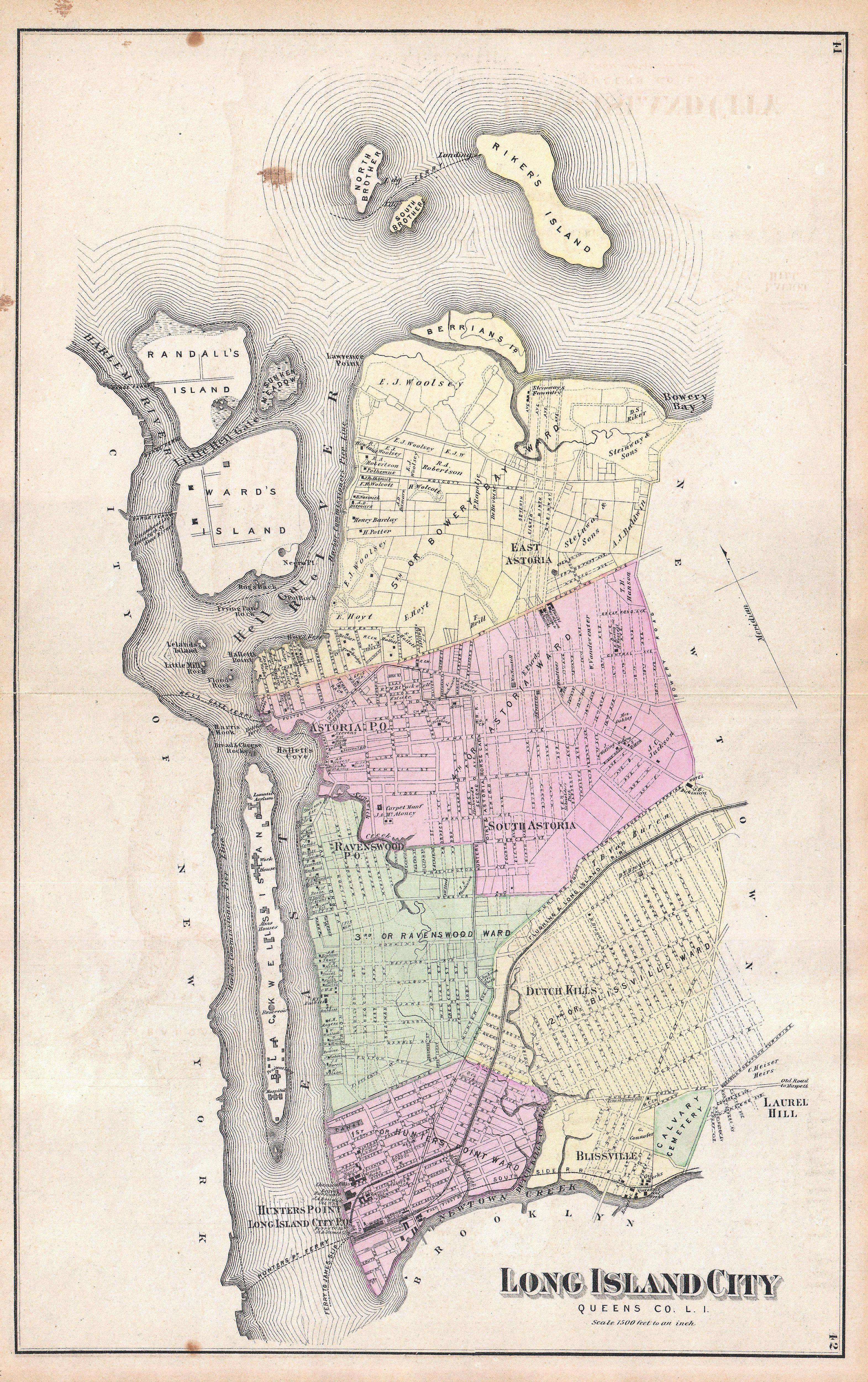
Landkarte der 1870 gegründeten Stadt Long Island City, Ravenswood grün hinterlegt

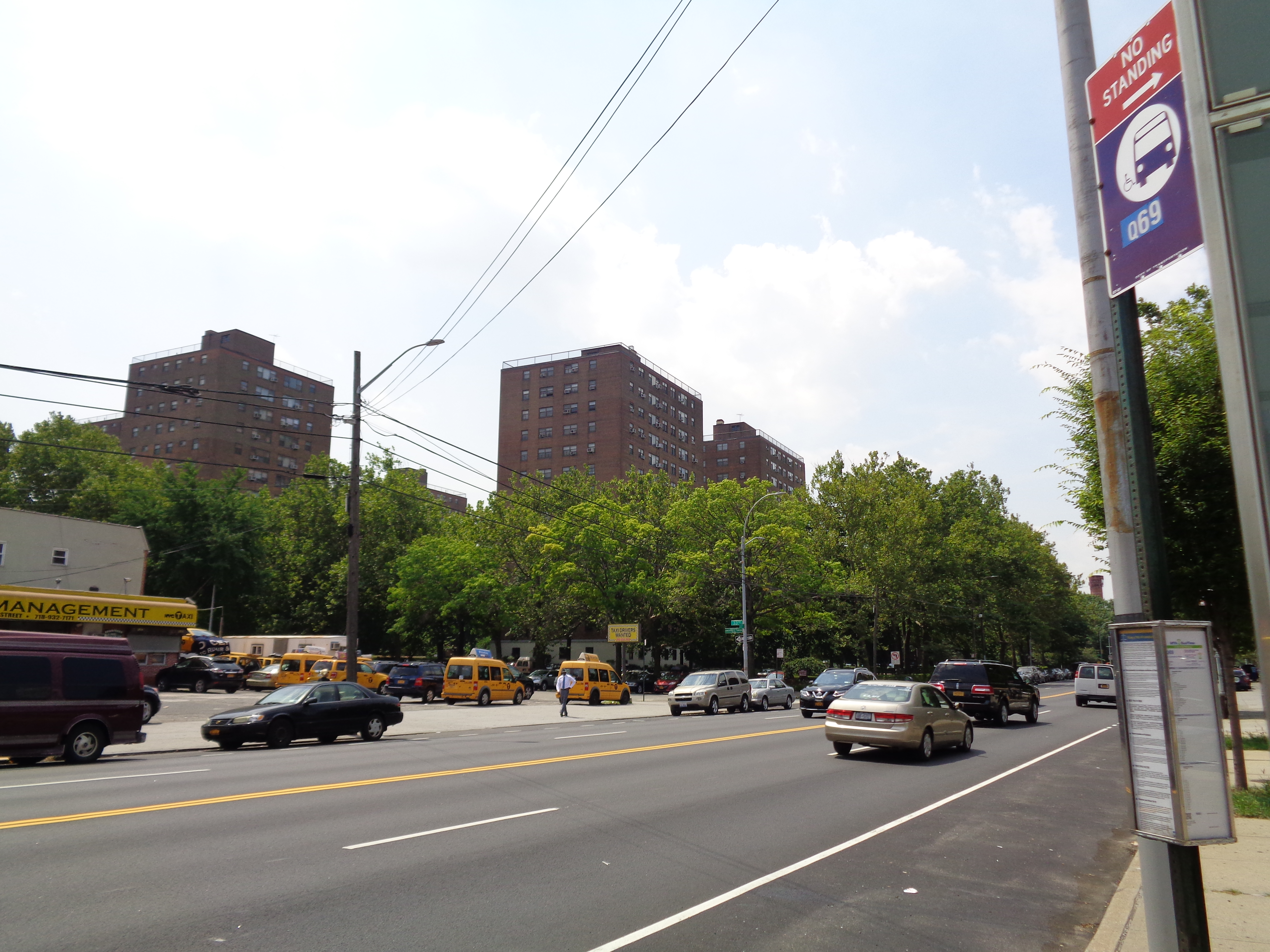
Queensview Houses an der 21st Street

Das spätere Ravenswood war zu Zeiten der Kolonie Neu-Niederlande ein Landstreifen zwischen dem East River und einem Sumpfgebiet in der Niederung des Sunswick Creek. Dieser Bach entsprang südöstlich und mündete nordwestlich in den East River. Ein Francis Fyn erwarb 1651 die Ländereien zusammen mit der gegenüberliegenden Insel, der heutigen Roosevelt Island.
Ravenswood entwickelte sich ab den 1830er Jahren zu einem exklusiven Wohngebiet für wohlhabende New Yorker Kaufleute, die von der wirtschaftlichen Blütezeit nach dem Bau des Eriekanals profitierten. Die Grundstücke entlang des Vernon Boulevard am East River wurden mit großzügigen Villen bebaut, und ein öffentlicher Spazierweg am Wasser war ein besonderer Vorzug der Gegend.
Mit Gründung der Stadt Long Island City 1870 wurden Astoria, Blissville, Bowery Bay, Hunters Point und Ravenswood zu den fünf offiziellen Stadtteilen.
Ab der zweiten Hälfte des 19. Jahrhunderts änderte sich der Gebietscharakter mit der zunehmenden Industrialisierung, dem Bau von Wohnsiedlungen für Arbeiter und neuer Verkehrswege. Hunter’s Point im Süden wurde in den 1860er Jahren zu einem Industriegebiet. Ausgedehnte Bahnanlagen der Long Island Rail Road, in den 1900er Jahren von der Pennsylvania Railroad im Bereich Sunnyside noch erweitert, trennten Long Island City vom verstädternden Queen County. Der Sumpf um den unterdessen als stagnierender, seuchenträchtiger Abwasser-Vorfluter genutzten Sunswick Creek wurde ab 1879 gezielt trockengelegt. Die Stadt Long Island City begann mit Landaufschüttungen und Verrohrung, abschnittweise wurde der Bachlauf überwölbt.
Zum Neujahrstag 1898 wurde Long Island City aufgelöst und die Stadtteile in den Stadtbezirk Queens der neu konstituierten Stadt Groß-New York einbezogen. Spätestens 1905 war der öffentliche Uferweg nicht mehr vorhanden. Viele der Villen wurden abgerissen, die Reichen des Gilded Age zogen an Long Islands Nordküste, die Gold Coast. 1909 wurde die Queensboro Bridge eröffnet, verband Queens mit Manhattan per Straße und Hochbahn und befeuerte die Siedlungsentwicklung auf Long Island.
Nach dem Zweiten Weltkrieg wurden auf den trockengelegten Sümpfen Großsiedlungen für Mittelstandsfamilien errichtet. Die Ravenswood Houses wurden 1951 eingeweiht. Sie sind durch die New York City Housing Authority öffentlich verwaltet und ein markantes Beispiel für den sozialen Wohnungsbau in New York City. Direkt angrenzend nördlich der 34th Avenue stehen die genossenschaftlichen Großsiedlungen North Queensview Homes (1958 bezugsfertig) und Queensview Houses (1949/1950).

## Geografie

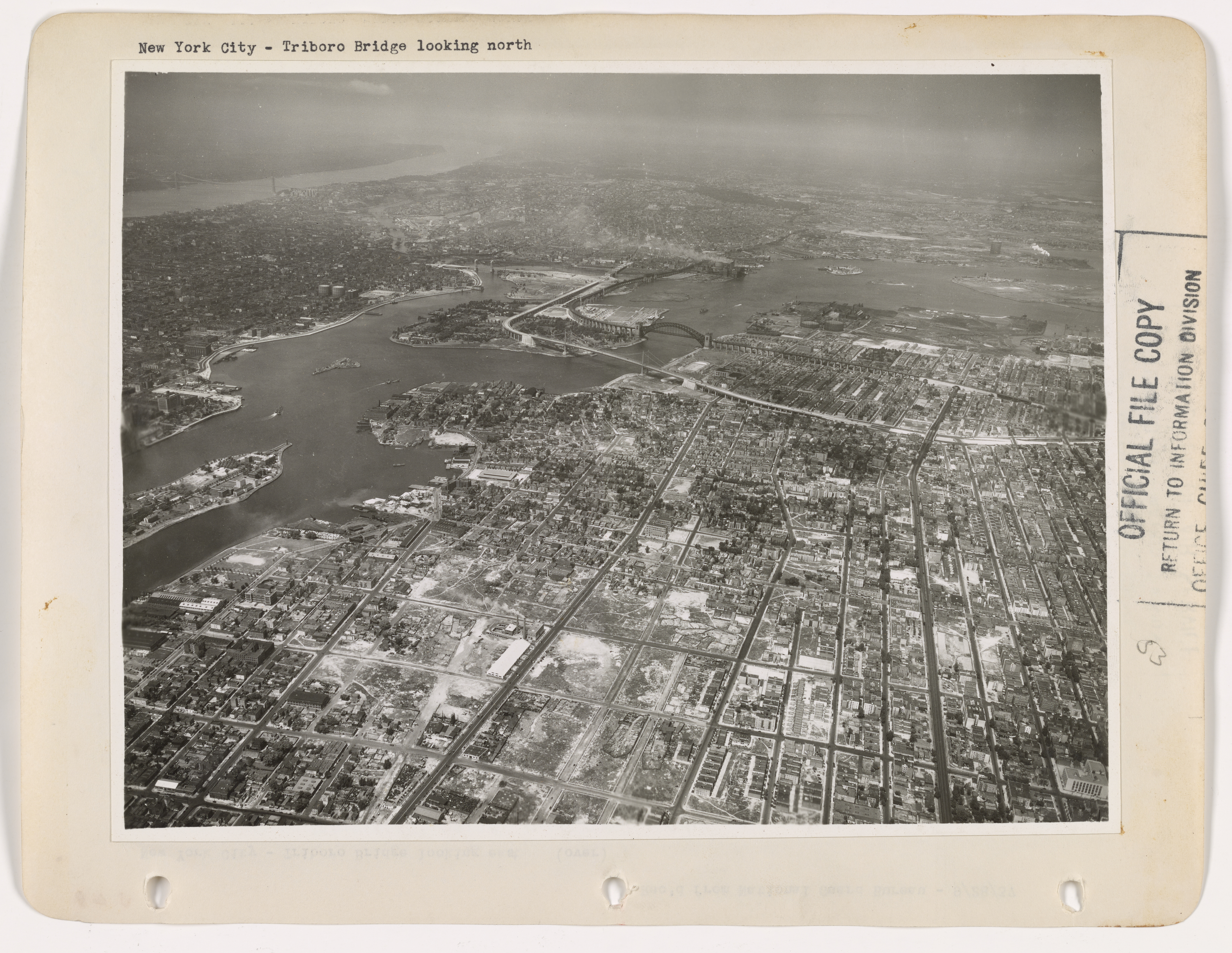
Luftbild 1940er Jahre. Links East River, hinten Triboro- und Hell Gate Bridge. Ravenswood im Vordergrund. Ehemalige Sümpfe, spätere Großsiedlungen, entlang 21st Street nahezu unbebaut.

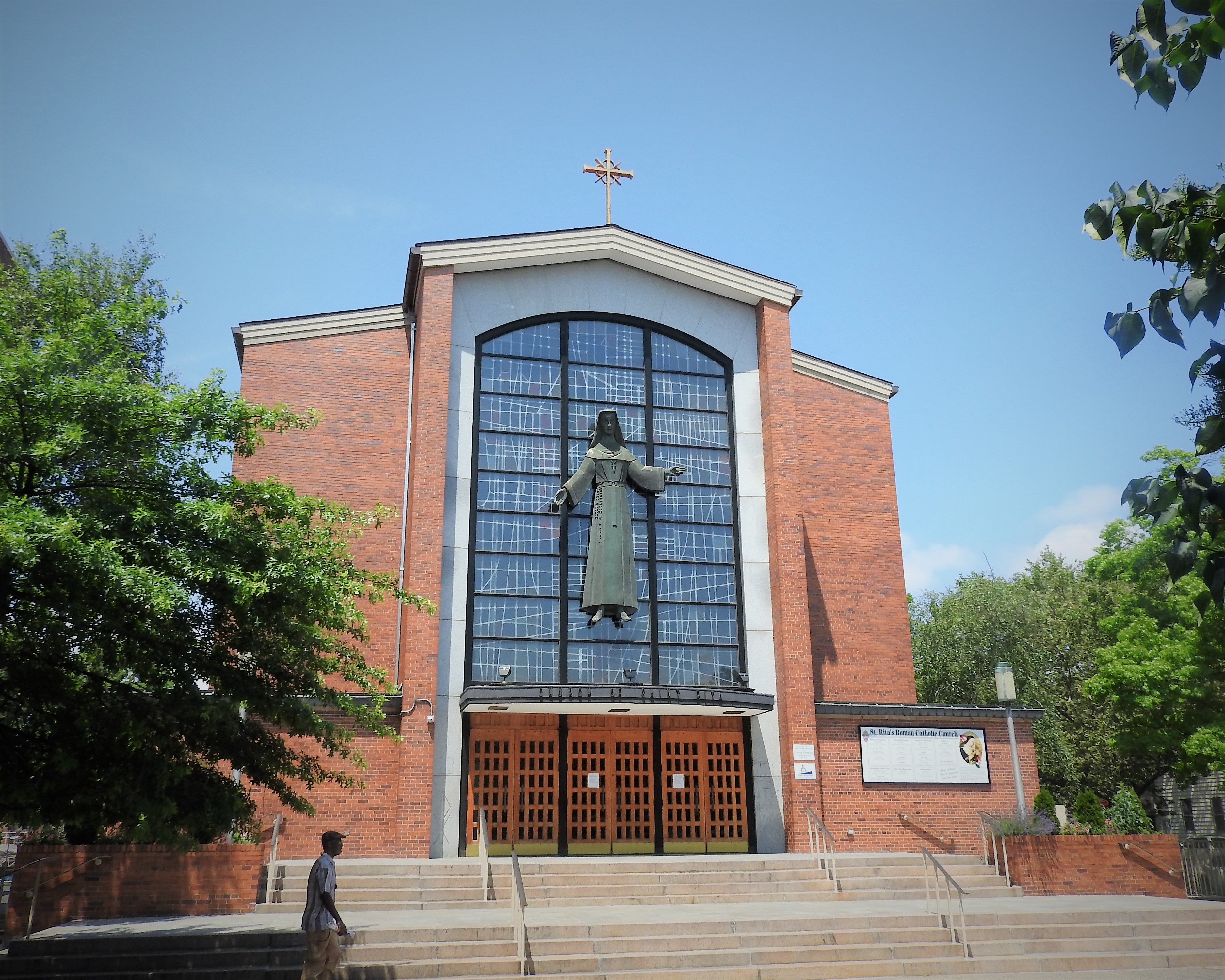
Römisch-katholische Sankt-Rita-Kirche an der 12th Street und 36th Avenue

Die räumliche Defition der früheren Dörfer und Siedlungen im westlichen Queens wandelte sich über die Zeit anhand der durch die Industrialisierung veränderten Landnutzung. Die Grenzziehung zwischen Long Island City, Ravenswood und Astoria bleibt in der Wahrnehmung bis heute unscharf, auch vonseiten der Stadt New York sind Stadtviertel nicht amtlich umrissen. Das Stadtplanungsamt gab Anfang der 2020er Jahre eine Landkarte heraus, die keine festen Grenzen markiert, sondern sich an den früheren Gebieten im Bereich Long Island Citys orientiert.
Die Ravenswood Houses sind heute Ravenswood im engeren Sinne. Sie stehen zwischen der 12th und 24th Street sowie der 34th und 36th Avenue. Ravenswood als der weiter aufgefasste ältere Stadtteil liegt am Ufer des East River zwischen der kleinen Bucht Hallet’s Cove und Halbinsel Hallet’s Point im Norden, Astoria im Norden und Osten, Queensbridge Houses und Long Island City im Süden. Die Lage gegenüber von Roosevelt Island und Manhattans Upper East Side sowie die gute Verkehrsanbindung machen Ravenswood zu einem attraktiven Wohnort. Der Uferbereich ist nicht als Waterfront erlebbar, sondern von industrieller und gewerblicher Nutzung geprägt. Ausnahmen sind Rainey Park, Queensbridge Park und der Socrates Sculpture Garden, in dessen Nähe der unterirdisch kanalisierte Sunswick Creek mündet.

## Demografie
Ravenswood ist Teil des Queens Community District 1, der rund 197.000 Einwohner umfasst. Die Bevölkerung ist ethnisch vielfältig, mit einem hohen Anteil an afroamerikanischen, hispanischen und asiatischen Bewohnern. Die Ravenswood Houses bieten rund 4.500 Menschen ein Zuhause, viele davon aus einkommensschwächeren Schichten.

## Infrastruktur

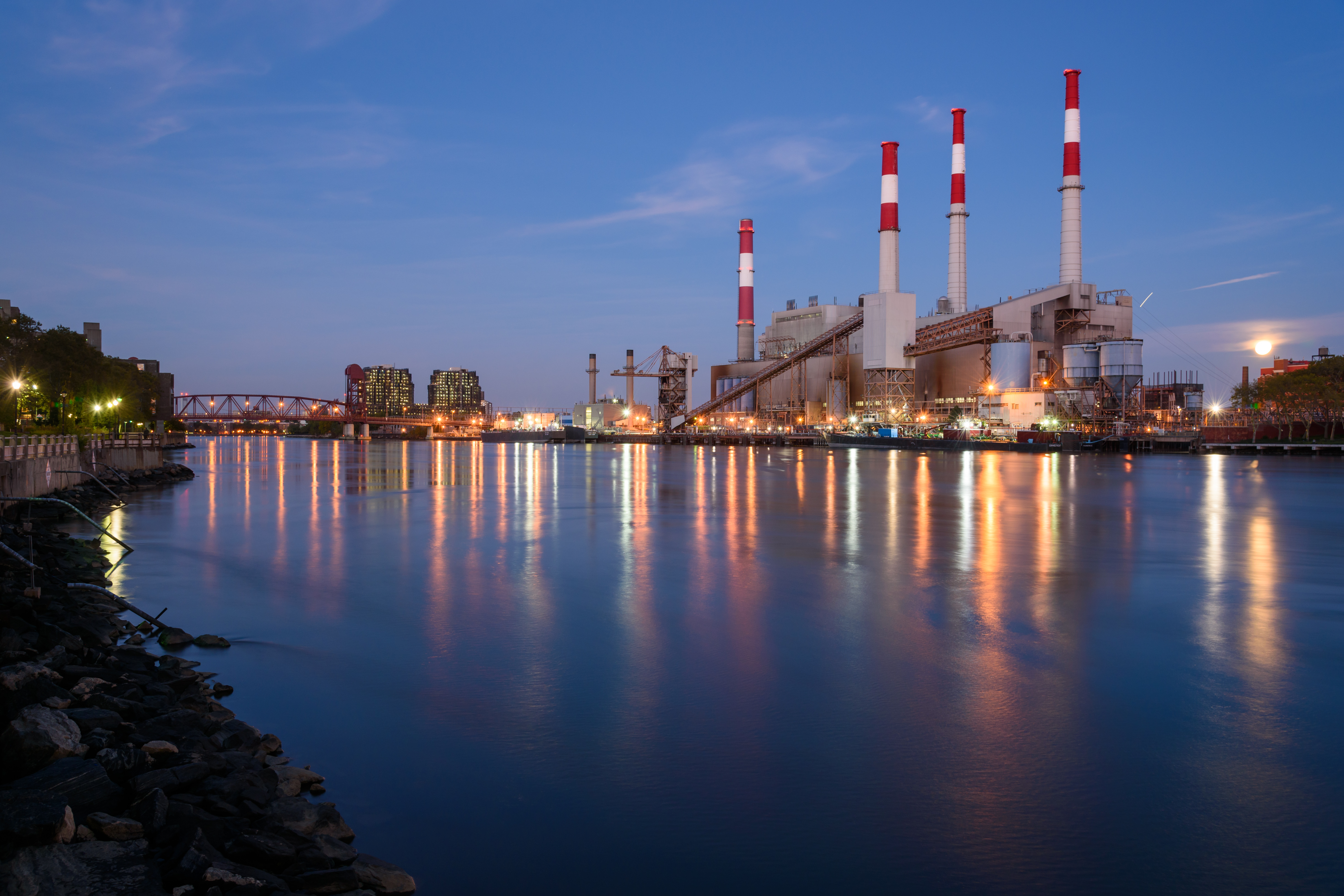
Ravenswood-Kraftwerk und Roosevelt Island Bridge (links) gesehen von Roosevelt Island

Die 36th Avenue mündet in die Roosevelt Island Bridge, eine Hubbrücke über den Ostarm des East River, die die einzige Straßenzufahrt zur Insel Roosevelt Island ist. Am East River zwischen 35th und 40th Avenue stehen das Gas- und Ölkraftwerk Ravenswood Generating Station und mehrere Umspannwerke.
Ravenswood ist gut an den öffentlichen Nahverkehr angebunden durch Buslinien der MTA und den U-Bahnhof 36th Avenue mit den Linien , die östlich auf der Hochbahnstrecke BMT Astoria Line entlang der 31st Street bis Astoria und Richtung Manhattan fahren.